# UserGate
UserGate ist eine Produktlinie des russischen Softwareentwicklers Entensys, die Sicherheit bei der Nutzung des Internetzugangs und beim E-Mail-Verkehr in kleinen und mittelständischen Unternehmen, sowie Schulen und Behörden gewährleisten soll. Seit 2003 entwickelt der Hersteller den Proxy & Firewall, das anfangs nur als Proxy-Server fungierende Programm, und erweiterte es mit jeder Version um neue Funktionen. Im Jahr 2010 wurde der Mail Server auf den Markt gebracht. 2013 kam der Web Filter zur nun drei Produkte umfassenden Produktlinie hinzu.

## Allgemeines
Bei der Produktlinie handelt es sich durchgehend um proprietäre Software. Die Produkte werden überwiegend auf Servern betrieben. Je nach Programm spielt dabei das Betriebssystem des Servers eine Rolle. Ebenfalls legt der Hersteller Wert auf einfache Bedienung und selbsterklärende Benutzerführung im Programm und der Konfiguration.

## Produktpalette

### UserGate Proxy & Firewall
Dieses Programm ist eine Gateway-Lösung, die die Funktionen eines Proxy Servers, einer Firewall und eines Internet-Filters unterstützt. Das Produkt wird in mehr als 25000 Unternehmen weltweit verwendet. Im Jahr 2008 wurde auf dem deutschen Markt die Version 4.3 vorgestellt. Kurz danach ist die Version 5.0 mit der Unterstützung einer URL-Filterung auf dem Markt erschienen. Mit dem Produkt lassen sich Zugriffe von Nutzern ins Internet und aus dem Internet auf das lokale Netzwerk über einen VPN-Tunnel steuern.

### UserGate Web Filter
Im Jahr 2013 wurde der UserGate Web Filter herausgebracht, ein Produkt, das eine Gateway-Internet-Filterung  für Schulen und Unternehmen bietet. Er unterstützt fünf Filtermethoden – anhand von Kategorien, morphologischer Analyse von Textinhalten auf Webseiten, Sichere Suche, Filterung über Black- und White-Lists und Unterdrücken von Werbung und Pop-ups. Den Web Filter gibt es auch als reine Cloud-Lösung, die keinerlei zusätzliche Hardware erfordert. Bei dieser Lösung ist aber der Umfang der Filtermöglichkeiten beschränkt.

### UserGate Mail Server
Dies ist eine Mailserver-Lösung mit eingebautem Antispam-Filter und einem integrierten Web-Interface, für die Möglichkeit eines Fernzugriffs.

## Lizenzierung
Die Lizenzierung ist je nach Produkt an eine Größe gebunden, mit deren Hilfe der Umfang der Nutzung gemessen werden kann. So wird beim Proxy & Firewall und Web Filter nach sogenannten „Connections“, also Verbindungen lizenziert, für die jeweils eine Verbindung benötigt wird. Beim Mail-Server wird die Größe nach „Mailboxes“, also Anzahl der internen E-Mail-Adressen unterschieden. Dabei gibt es Lizenzen für 12 Monate oder für einen uneingeschränkten Zeitraum. Abonnierte Module haben jeweils eine für 12 Monate gültige Lizenz. Der Hersteller stellt für jedes Produkt eine Testversion bereit, die eine Funktionsfähigkeit von 30 Tagen garantiert.